# フォーリングブロック・アクション

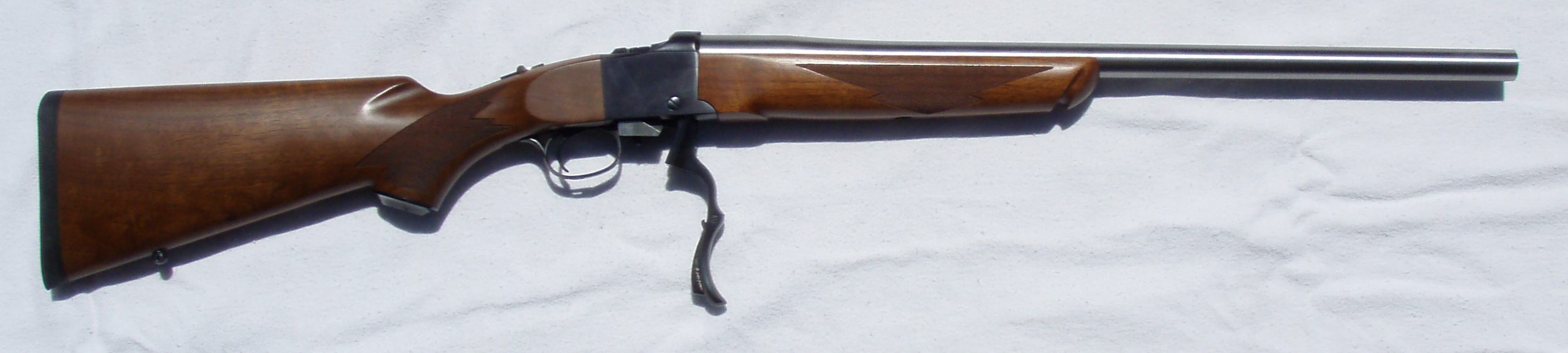
ルガーNo.1単発フォーリングブロック式小銃。.243口径の改修銃身を持つ。作動機構が開かれている。

フォーリングブロック・アクションとは、単発式の銃火器類の尾栓の形式の一つで、金属製のブロック（鎖栓）が、火器の薬室後尾に垂直に切られた溝をスライドするものである。この作動はレバーによって行われる。スライディングブロック・アクションとも呼ばれる。

## 詳細

### 銃

フォーリングブロック・アクション

薬室を閉鎖したとき、鎖栓が引き上げられて頂部の位置まで置かれ、作動機構が固定された状態となって発射の反動に対抗する。鎖栓が引き下げられた位置にあるとき、鎖栓は薬室を離れ、弾薬を後方から装填可能な開放状態にしている。装填後、レバーは薬室を閉鎖し固定するため、鎖栓を頂部の位置へ戻す。これは非常に強固な作動方式で、薬室が閉鎖されたとき、機関部は完全に一体化された鋼鉄の部品になる。他の作動方式と比較すると、これらは薬室を閉鎖するため、ラグに依存する。フォーリングブロック・アクションは小火器と同様、大砲にも採用されている(詳細は後述)。
この作動方式を用いる小銃には以下のようなものが含まれる。M1870ベルギアン・コンブライン、M1872ミロナス、シャープス銃、ファーカーソン小銃、1890スティーブンス、シャープス・ボーチャードM1878、ウィンチェスターM1885、ブローニングM78、またルガーNo.1が挙げられる。フォーリングブロック・アクションを採用した軍用小銃は19世紀には一般的なものだった。こうした銃は、軍で使用する上でより発射速度の高いボルトアクション小銃に置き換えられていった。ボルトアクション小銃は弾倉からの装填が行えた。
フォーリングブロック・アクションの小銃は未だに生産されており、狩猟や射撃競技に用いられる。またメーカー製の8ゲージ口径の散弾銃に採用される。
フォーリングブロック・アクションは、類似するものの完全に同一ではないピーボディアクションを用いるマルティニ・ヘンリー銃やバラード・アクションと関連が近しい。また珍しい連発式のクラーグ・ペテルッソンではスライディングブロックよりむしろピボット方式を用いている。

### 大砲

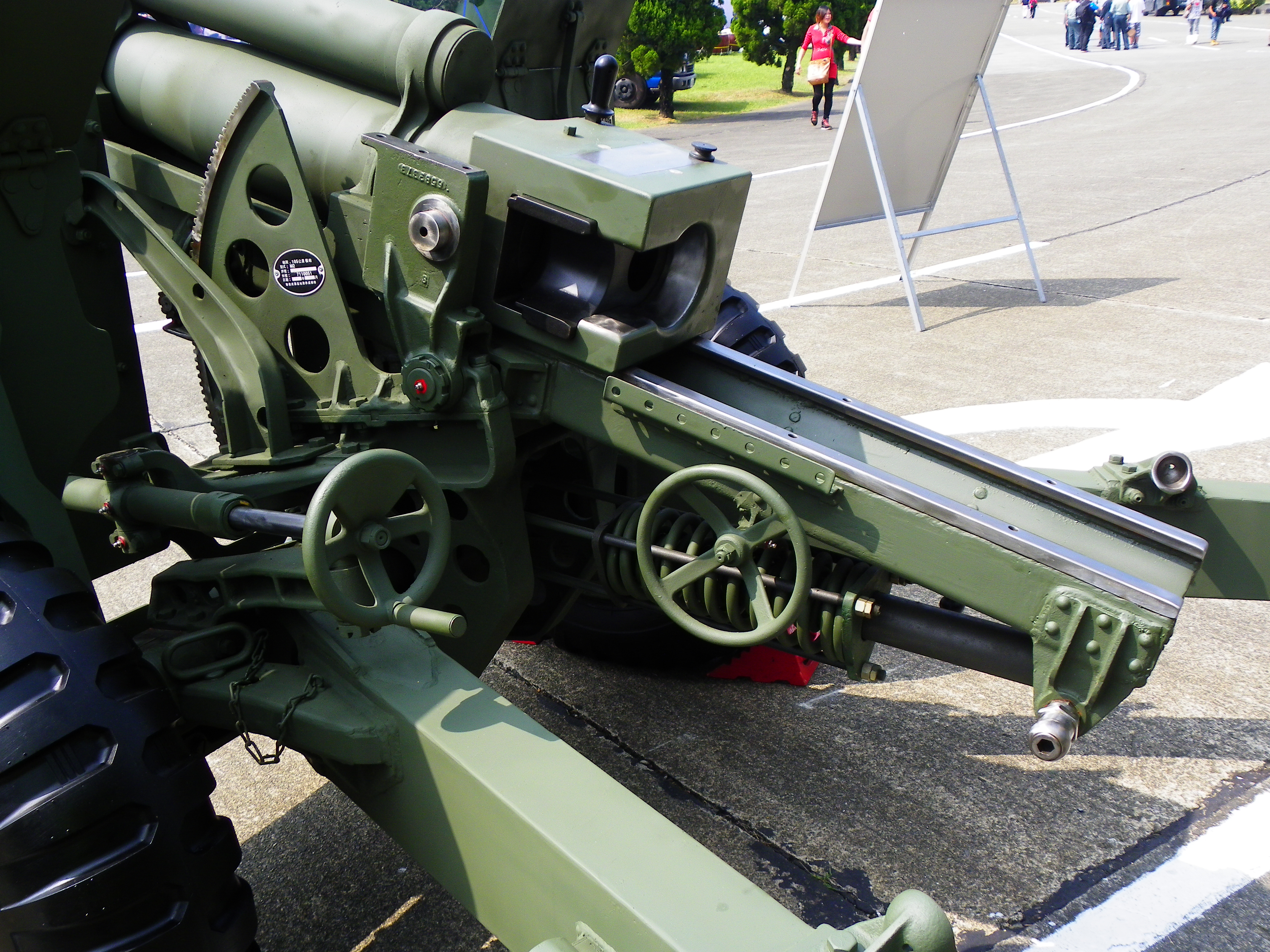
M101 105mm榴弾砲の水平鎖栓式閉鎖機

砲においては和訳の鎖栓式と呼ばれることが多い。20世紀のうちに銃器のほとんどは自動式の連発銃となりフォーリングブロック・アクションは廃れたが、より大型の砲の領域においては本体と弾薬の大重量のため自動化に制約があり、現代でも多く採用されている。
鎖栓式の火器は基本的に薬莢が撃発時の内圧によって薬室に強く貼りつきパッキンとなることが前提の構造で、薬莢無しでは十分な密閉性が得られない。大口径砲では薬莢式にすると弾薬が大きすぎる、金属の使用量も馬鹿にならないといった問題が生じるため、弾頭と袋入りの火薬（装薬、薬嚢)を用いる場合が多く、それらの大砲は速射性は落ちるが密閉性能が高い螺旋式の閉鎖機を用いる。ラインメタル 120 mm L44のような新式の戦車砲の弾薬は撃発時に装薬とともに燃え尽きる可燃素材の薬莢を用いるが、これらも最低限パッキンとしての機能を果たす薬莢底部だけは金属製の半燃尽薬莢となっている。
銃器の場合では横幅が大きくなると構えづらいため、鎖栓は上下にスライドする垂直鎖栓式だが、砲では大重量の鎖栓を上下する労力低減のため左右に動く水平鎖栓式が考案された。しかし垂直式の方が装填口が確認しやすい、鎖栓の上面を弾頭のレールにできる等、装填作業に都合がいいため、狭い砲塔内で扱う戦車砲、速射性が重視される高射砲などは垂直鎖栓式が多い。